# 2022年南西·裴洛西出訪亞洲
南西·裴洛西出訪亞洲又稱南西·裴洛西亞洲行，是指2022年8月美國眾議院議長南西·裴洛西率領眾議院訪問團前往新加坡、馬來西亞、臺灣、韓國及日本的訪問。

## 前期消息
4月7日，日本富士新聞網率先透露裴洛西将于4月10日访问台湾，不过其亚洲之行行程因裴洛西本人确诊COVID-19而延期。7月30日，NBC新聞引述两位消息人士的话说，裴洛西率领的美国国会代表团星期五离开华盛顿。

## 人员编排
与佩洛西一同出訪的美國國會代表團成員包括美國眾議院外交委員會主席格里高利·米克斯、美國眾議院退伍軍人事務委員會主任馬克·高野、眾議院議員蘇珊·戴貝妮、拉賈·克里斯納莫西和安迪·金。佩洛西也曾邀请共和党众议员麥克·麥克考一同出访，而后者以「个人安全和义务相冲突」为理由拒绝了邀请。但是，他极力推荐佩洛西出访。

## 出訪行程
美國眾議院議長辦公室官網7月31日發布聲明稱，裴洛西率領的國會代表團將正式訪問印太地區四國，包括新加坡、馬來西亞、韓國和日本，此行將重點關注印太地區的共同安全、經濟夥伴關係以及民主治理，文中未見台灣。裴洛西在聲明中說：「在新加坡、馬來西亞、韓國和日本，我們的代表團將舉行高級別會議，討論如何進一步推進雙方的共同利益和價值觀，包括和平與安全、經濟增長與貿易、新冠病毒疫情、氣候危機、人權及民主治理。」
7月31日凌晨，搭乘美國空軍專機的裴洛西在亚洲行路上连续发布4条推文，内容都是美国国内医疗问题。

### 新加坡

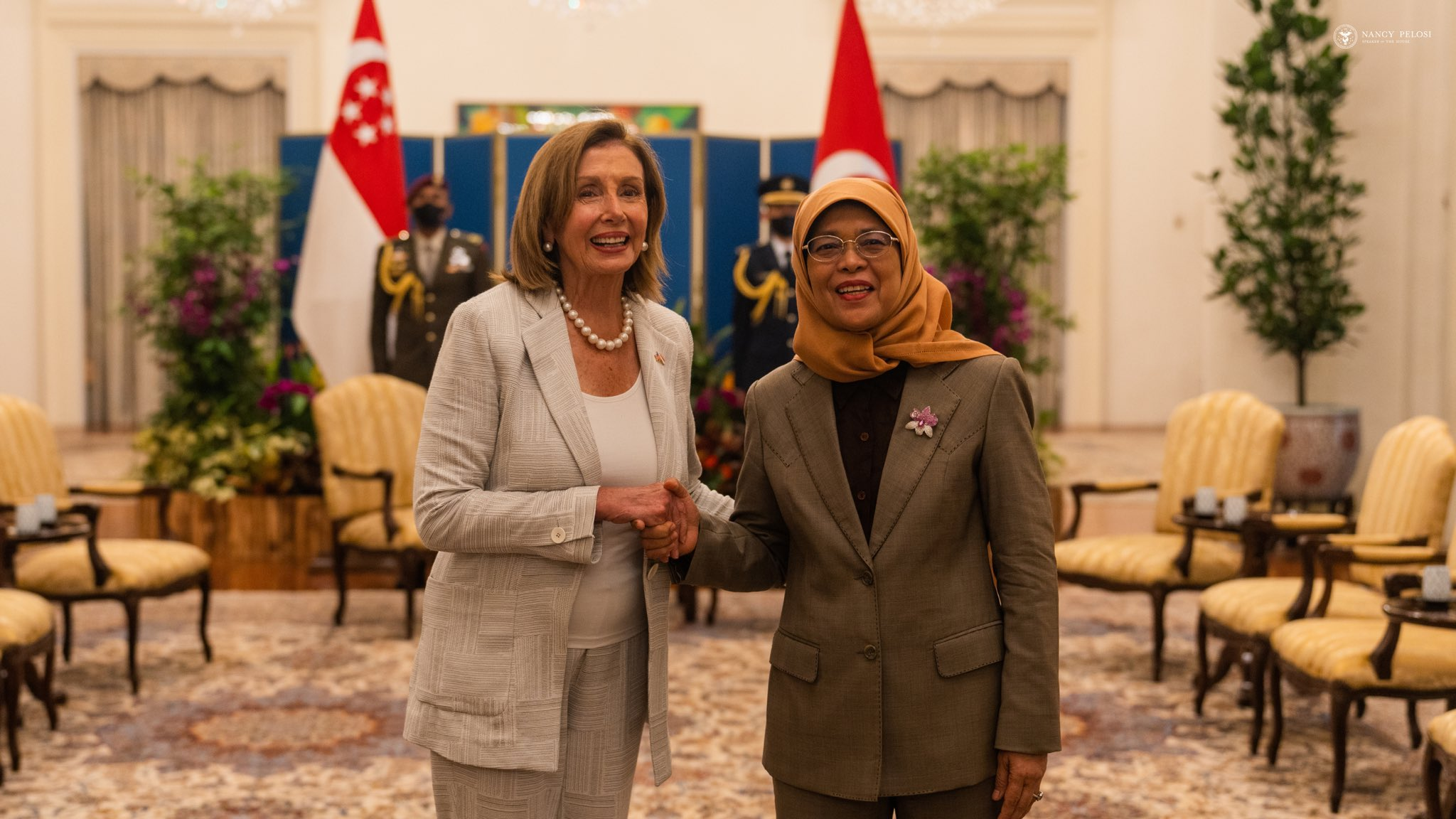
裴洛西與新加坡總統哈莉玛·雅各布合影

當地時間2022年8月1日凌晨4時20分左右，裴洛西乘坐的專機在抵達新加坡巴耶利峇空军基地，開始为期2天的訪問。
裴洛西先后与新加坡总统哈莉玛·雅各布、总理李显龙会面，出席新加坡美国商会（AmCham Singapore）与商界见面的活动，发表演讲。在会晤中，李显龙和国会代表团肯定了新加坡和美国之间深厚和多层面的伙伴关系，并以国防、安全和经济领域的有力合作为基础。李显龙欢迎国会代表团对美国在本地区强有力的参与所表达的承诺，双方讨论了如何通过印度-太平洋經濟框架等倡议，深化美国在本地区的经济参与。双方还就主要的国际和地区发展，包括乌克兰战争、两岸关系和气候变化交换了意见。李显龙强调了稳定的中美关系对地区和平与安全的重要性。

### 马来西亚

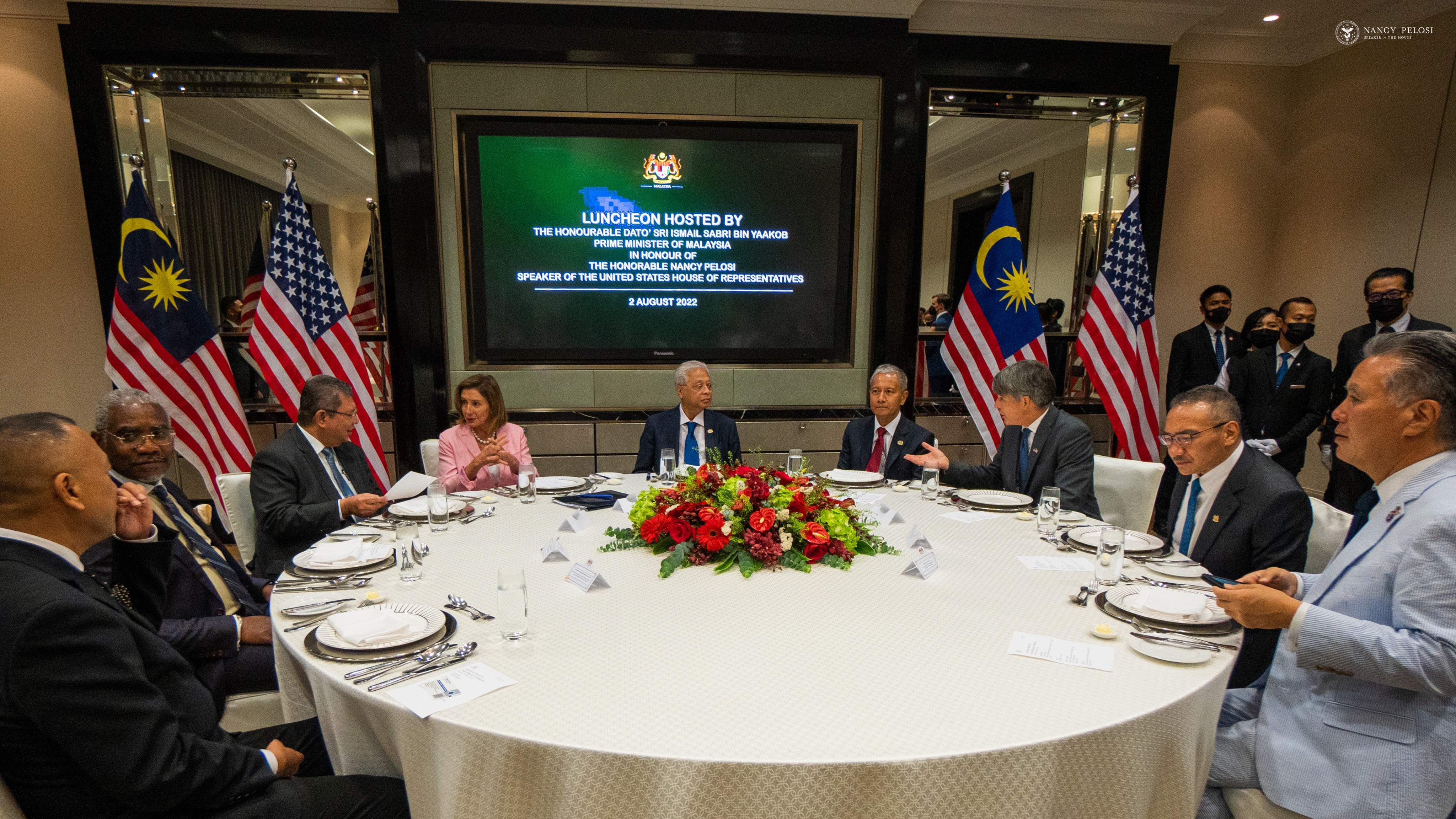
佩洛西在马来西亚

8月2日，佩洛西乘坐的专机从新加坡前往马来西亚进行访问，作为她亚洲之行的第2站。10点33分，佩洛西乘坐的美国空军专机抵达吉隆坡的梳邦皇家空军基地，这也是她首次到访马来西亚。佩洛西领导的美国代表团抵达后，由下议院副议长莫哈末拉昔和美国驻马来西亚大使布赖恩·麦菲特的迎接，稍后她与一众代表团在马来西亚官员的部同下参观国会大厦，并拜会了国会下议院议长阿兹哈哈伦，接著与马来西亚首相依斯迈沙比利在一家酒店进行午餐会。Flightradar24显示当天中午还有另一架同型的SPAR20专机抵达马来西亚，引起Twitter网民的猜测和部分媒体的关注，有观点认为美方或要替换原本的SPAR19專機，亦可能是「掩眼法」以混淆外界追踪佩洛西，也有观点认为这種说法可能只是一个谣传。实际上，SPAR20抵达马来西亚只是担任后勤支援，而佩洛西离开时乘坐的专机证实是SPAR19。
依斯迈沙比里与佩洛西在举行午餐会后发表声明，表示重视两国悠久的双边关系，并将继续在经济繁荣和安全方面共同努力。双方也讨论了经济、投资、卫生、国防方面的问题。出席者也包括外交部长赛夫丁阿都拉和国防部长希山慕丁·胡先。
当日15時38分，裴洛西搭乘的專機飛離馬來西亞，目的地未定，因而其飛行路線引來大量圍觀，Flightradar24網站一度瘫痪，隨後被證實飛往台灣並在晚間降落台北松山機場。

### 中華民國（台灣）

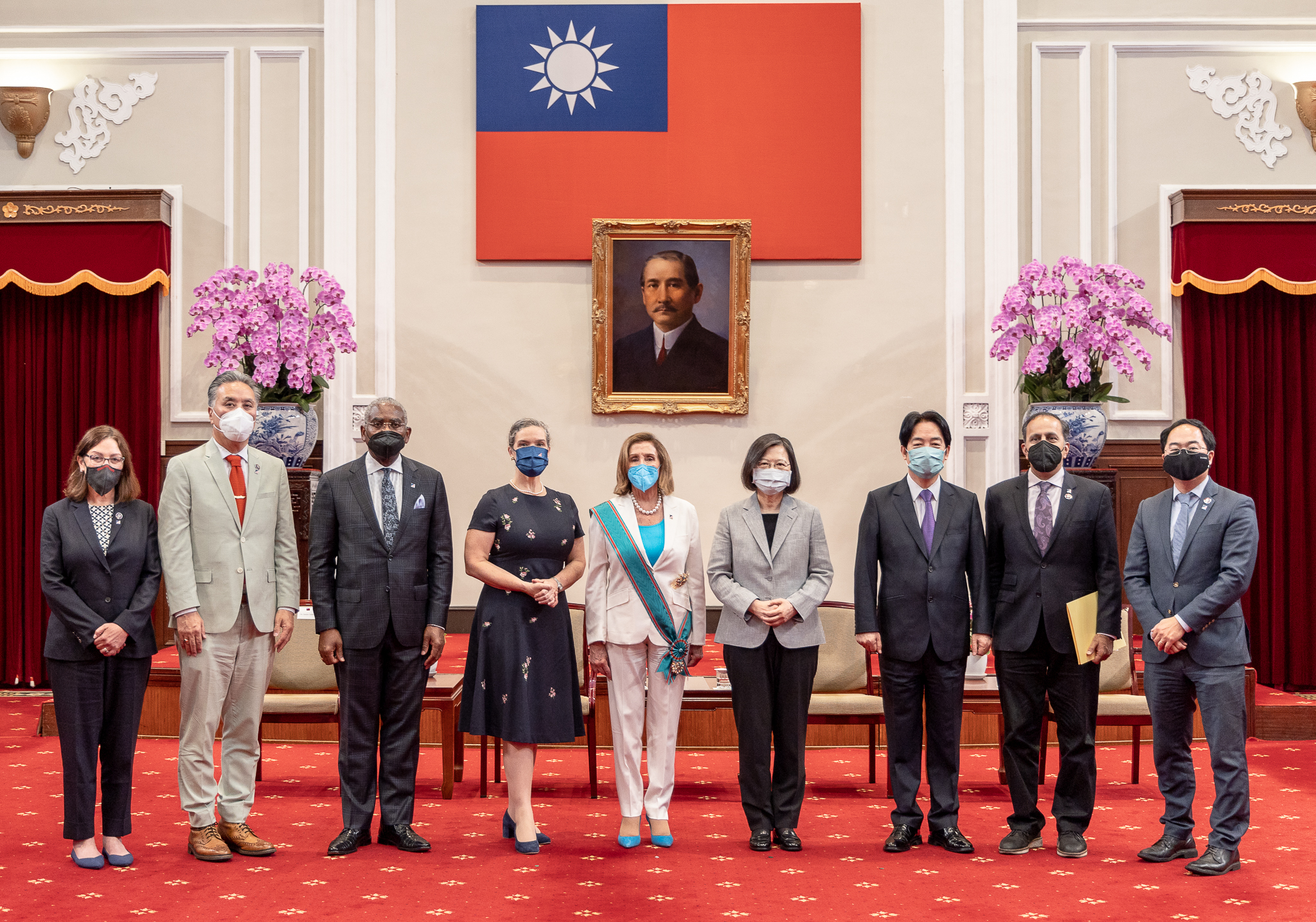
裴洛西（中）一行於中華民國總統府與正副總統合影

訪問團於臺北時間8月2日晚間抵達臺北松山機場，次日造訪立法院、總統府、景美人權園區等地，於傍晚從臺北松山機場離境。

### 大韓民國

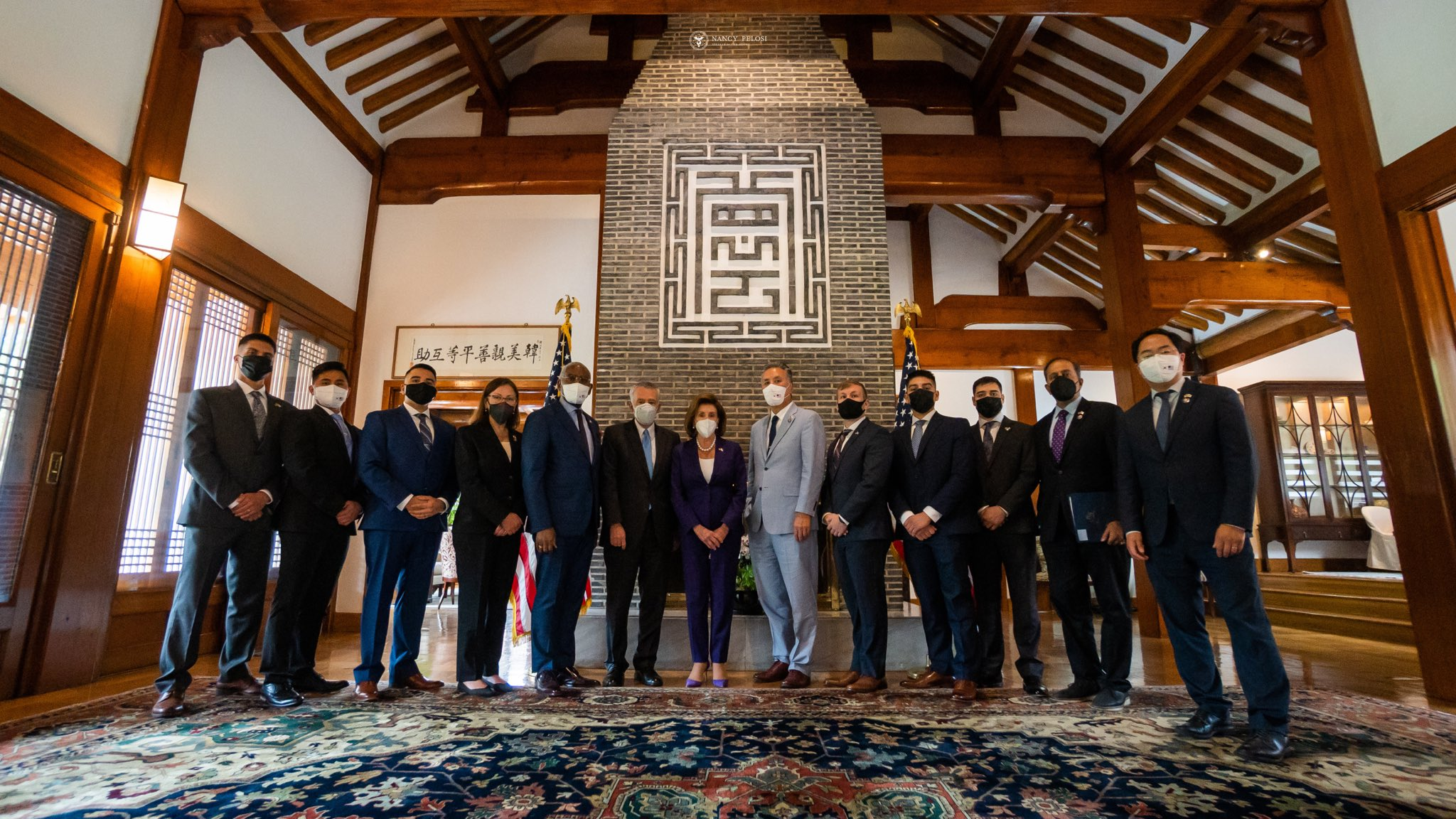
南西·裴洛西於美國駐韓國大使館與官員合影

佩洛西離台後，隨即前往韓國。她抵达韓國時，僅有美国驻韩国大使菲利普·戈德堡和驻韩美军司令保罗·拉卡梅拉等人到场迎接，韩国无一官员到场亲迎。之后，佩洛西與韩国国会议长金振杓會晤，讨论朝鲜无核化等印太地区安全、经济合作、气候危机等问题，会后并发表联合声明。随后，佩洛西前往韩朝边境板门店共同警备区（JSA）勉励官兵。金镇杓高度赞赏美国国会继2021年底通过《基礎設施投資和就業法》后，于2022年7月再通过《晶片與科學法案》，为在美韩企带来益处。
訪問期間，適逢总统尹锡悦休假，二人未会面，此安排已在佩洛西到访前1天通知了美国。尹锡悦随后以电话与佩洛西进行了会谈。

### 日本

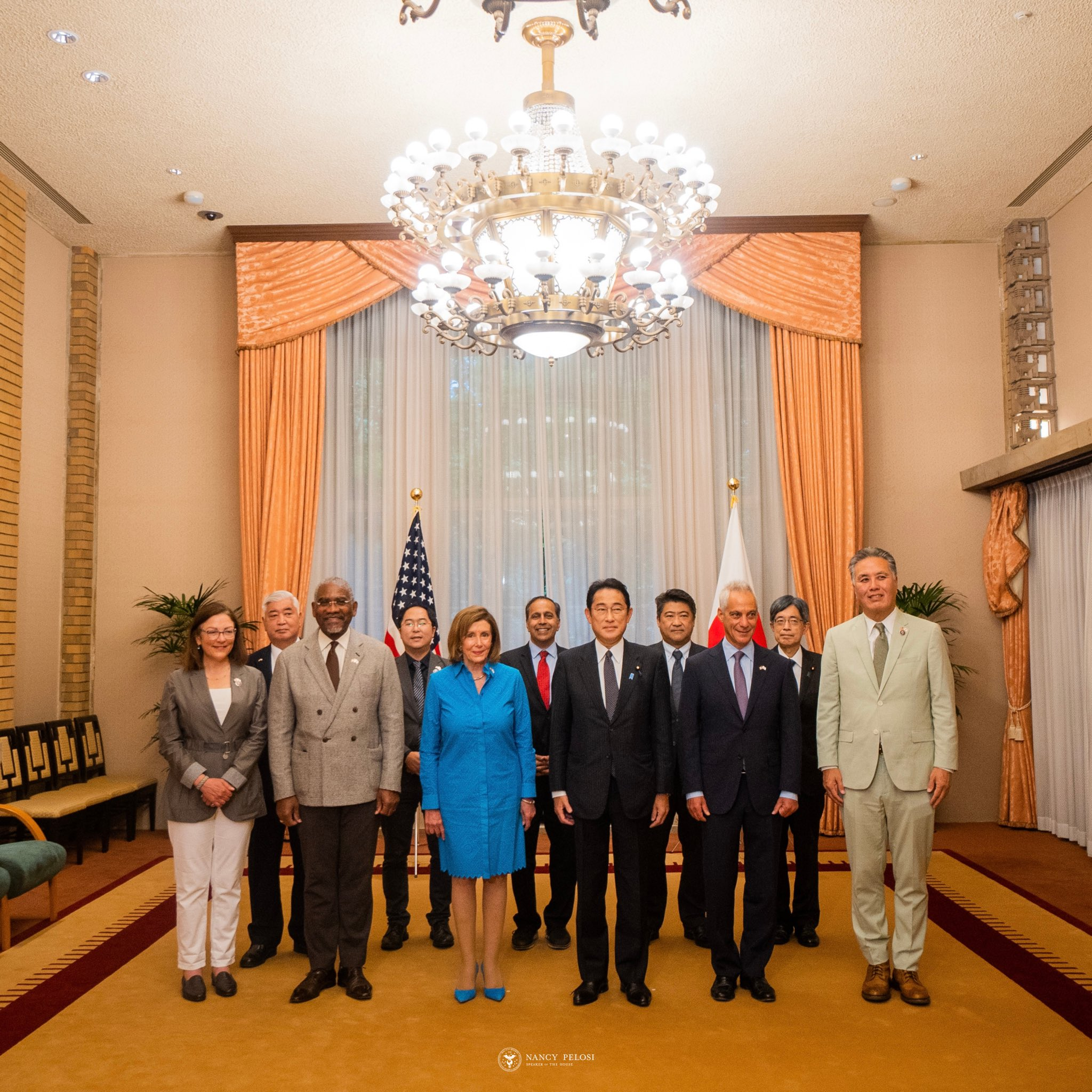
南西·裴洛西於與日本內閣總理大臣岸田文雄合影

訪韓行程結束後，佩洛西赴日本訪問。在日本期間，她与日本內閣總理大臣岸田文雄会谈，談及強化美日同盟的遏制力及應對能力、“自由开放的印度洋太平洋”等话题，并就朝鲜局势和俄罗斯入侵乌克兰磋商，针对实现“没有核武器的世界”的机制交换意见。佩洛西還對遇刺身亡的前任內閣總理大臣安倍晉三表示哀悼。會後，岸田文雄對記者表示，從中國大陸發射的飛彈落入日本專屬經濟海域，對日本國家安全與公民安全造成嚴重影響，並已告知佩洛西，日方要求立即取消軍演，为维持台海和平稳定，日美将紧密合作。

## 各界反應

### 大韓民國
前一次美国众议院议长訪韓，是相隔20年前，2002年时任议长丹尼斯·哈斯特尔特的访问。佩洛西的到访引起了韩国朝野政坛的骚动。部分媒体（比如朝鮮日報）报导称，佩洛西对于韩国没有派遣官员迎接感到不满。韩国政坛批评总统与国会议长的外交失礼並要求道歉。国会则驳斥相關批评，表示「韩国早与美国进行了协商，美方允许韩方无需派员亲迎」。
韩国庆熙大学中文系教授朱宰佑认为韩国总统尹锡悦拒绝与佩洛西会见，可谓令人费解的决定。
有观点认为，尹锡悦为避免卷入因佩洛西访台而带来的麻烦，才隐而不见。

### 朝鮮民主主義人民共和國
在裴洛西訪韓後，朝鮮外務省報導局長趙英森在8月6日發表談話，指裴洛西此次訪韓的行程至板門店的共同警備區，暴露出美國政府的反朝敵視政策視角，並表示此舉隱藏著唆使韓國保守執政勢力搞同族對抗，進一步加劇本来尖銳的朝鮮半島和地區緊張局勢，更指出美國將會為裴洛西到處埋下的多顆禍根地雷付出昂貴代價。